# Елија Евдоксија
Елија Евдоксија (умрла 6. октобра 404.) је била византијска царица, супруга цара Аркадија.

## Биографија

### Младост
Елија Евдоксија је била ћерка Флавија Баутона, романизованог Франка који је током 380-тих година служио као магистер милитум западноримске војске. Њеног оца помиње Филострогије. Хроника Јована Антиохијског, монаха из 7. века пише да је Баутон такође родио и Арбогаста. Модерна историјска наука не прихвата ову тврдњу. Евдоксијин отац последњи пут се помиње као римски конзул са Аркадијем 385. године. Умро је 388. године. Према Зосиму, Евдоксија је живела у домаћинству Промота, магистер милитума Источног римског царства. Била је сироче у тренутку његовог успона. Промот је умро 391. године, а према Зосиму, наследила га је удовица Марса са двојицом синова: Аркадијем и Хоноријем, које је као синове одгајао Теодосије I. Зосим тврди да је Евдоксија живела заједно са њима и претпоставља се да се упознала са Аркадијем у наредним годинама. Школовала се код Пансофија који је 402. године постављен за бискупа Никомедије.

### Долазак на власт
Теодосије је умро 17. јануара 395. године у Милану. Наследио га је Аркадије у Источном и Хонорије у Западном римском царству. У Аркадијевом царству водећу улогу имао је Руфин, преторијански префект Истока. Он је, наводно, намеравао да своју ћерку уда за Аркадија и да тако успостави везе са Теодосијевом династијом. Његове планове ометао је Стилих, магистер милитум Запада. Евтропије, један од евнуха Цариградске палате, организовао је брак Евдоксије и Аркадија. Брак је склопљен 27. априла 395. године, без сагласности Руфина. За Евтропија је то био покушај да успостави свој утицај на цара и царицу. Руфин је био непријатељ Промота и његови наследници желели су да поткопају Руфина. Зосим пише да је на Аркадијеву одлуку утицала изванредна лепота његове невесте. Он је тада имао око 18 година, те се може претпоставити да је и Евдоксија била тог узраста.

### Владавина
У деценији након склапања брака, Евдоксија је родила петоро деце. Савремени извор познат као Псеудо-Мартирије наводи и два мртворођена детета. Зосим тврди да је Теодосије II син дворанина. Међутим, он испољава негативан став према Евдоксији те се у тачност његових тврдњи сумња. Евдоксија и Гајна, нови магистер милитум након Руфина, учествовали су у уклањању и погубљењу Евтропија 399. године. Царичин утицај повећан је након његове смрти. Укључивала се и у правна питања, попут суђења генералу Арбазију за неуспешну кампању против Изаура 9. јануара 400. године. Евдокија је носила титулу августе.

### Црквена политика
Евдоксијина улога у црквеним пословима свог времена добро је позната. Она је постала заштитница Никејског хришћанства. Сам Аркадије није желео да се бави црквеним питањима. Дошла је у сукоб са цариградским патријархом Светим Јованом Златоустим јер је неправедно наредила погубљење Евтропија. Отприлике у исто време, Теофил, александријски патријарх, желео се устоличити у Цариграду и противио се Јовановом доласку на патријаршијски престо. Он је био противник Оригеновог учења. Теофан је без синодског сабора осудио четворицу монаха за подршку Оригену, а они заједно са другим монасима који су страдали од Теофана, су побегли у Цариград где их је дочекао Јован Златоусти. Па је за пружања уточишта изгнанима из цркве оптужио Јована Златоустог. Поред Теофила, Јован је имао противницу и у византјиској царици коју је отпуживао за злоупотребу положаја. Теофил, царица и други Јованови непријатељи формирали су савез и 403. године одржан је синод (Храстов синод) на коме је отпужен Јован због подршке Оригену. Патријарх је протеран са престола. Бивши патријарх пожалио се Аркадију, а исте ноћи када је ухапшен дошло је до земљотреса кога је Евдоксија сматрала за божији гнев. Због тога је тражила од Аркадија да врати Јована на патријаршијску столицу. Мир је био кратак. Јован је наставио са нападима на царицу, те је убрзо прогнан на Кавказ. Евдоксија није живела дуго након тога. Њена седма и последња трудноћа завршила се побачајем или, према Псеудо-Мартирију, рађањем мртвог детета. Евдоксија је умрла од инфекције убрзо након тога.

## Потомство
Евдоксија и Аркадије имали су петоро деце: њихова имена и године рођења помиње хроника Амијана Марцелина.
- Флацила (рођена 17. јуна 397.), помиње се само у још једном извору из 408. године, по смрти свога оца Аркадија.
- Пулхерија (19. јануар 399—453.), удата за Маркијана.
- Аркадија (3. април 400—444.)
- Теодосије II (10. април 401—28. јул 450.)
- Марина (10. фебруар 403—449.)

Псеудо-Мартирије наводи да је имала два мртворођена детета (рођена крајем 403. и 404. године).